# Podocarpus spinulosus
Podocarpus spinulosus är en barrträdart som först beskrevs av James Edward Smith, och fick sitt nu gällande namn av Robert Brown och Charles-François Brisseau de Mirbel. Podocarpus spinulosus ingår i släktet Podocarpus och familjen Podocarpaceae. IUCN kategoriserar arten globalt som livskraftig. Inga underarter finns listade i Catalogue of Life.